# Stary Łajszczew
Stary Łajszczew – wieś w Polsce położona w województwie mazowieckim, w powiecie żyrardowskim, w gminie Puszcza Mariańska.
W skład sołectwa Stary Łajszczew wchodzą: Stary Łajszczew, Nowy Łajszczew, Budy Wolskie, Lisowola i Wycześniak.
| SIMC    | Nazwa    | Rodzaj    |
| ------- | -------- | --------- |
| 0735055 | Staropol | część wsi |

W latach 1975–1998 miejscowość administracyjnie należała do województwa skierniewickiego.